# London Monarchs
Stade
Maillots
Champion I (1991)
Les London Monarchs furent une franchise anglaise de football américain basée à Londres. Cette formation fut fondée en 1991. Les Monarchs sont les premiers vainqueurs du Worldbowl en 1991.
De 1991 à 1996 la franchise se nomme London Monarchs et évolue dans trois stades de Londres : Wembley Stadium (1991-1992), White Hart Lane (1995) et Stamford Bridge (1996).
Puis en 1997 et 1998 elle prend le nom de England Monarchs, la franchise joue alors ses matchs dans toute l'Angleterre : Crystal Palace National Sports Centre (Londres), Ashton Gate Stadium (Bristol), Alexander Stadium (Birmingham).
En 1999 la franchise est remplacée par le Berlin Thunder.

## Palmarès
- Champion de la WLAF : 1991